# SCADA
SCADA (supervisory control and data acquisition) je skupno ime za sisteme, ki so namenjeni nadzorovanju in krmiljenju različnih tehnoloških procesov z računalnikom.